# ケベック州高速道路

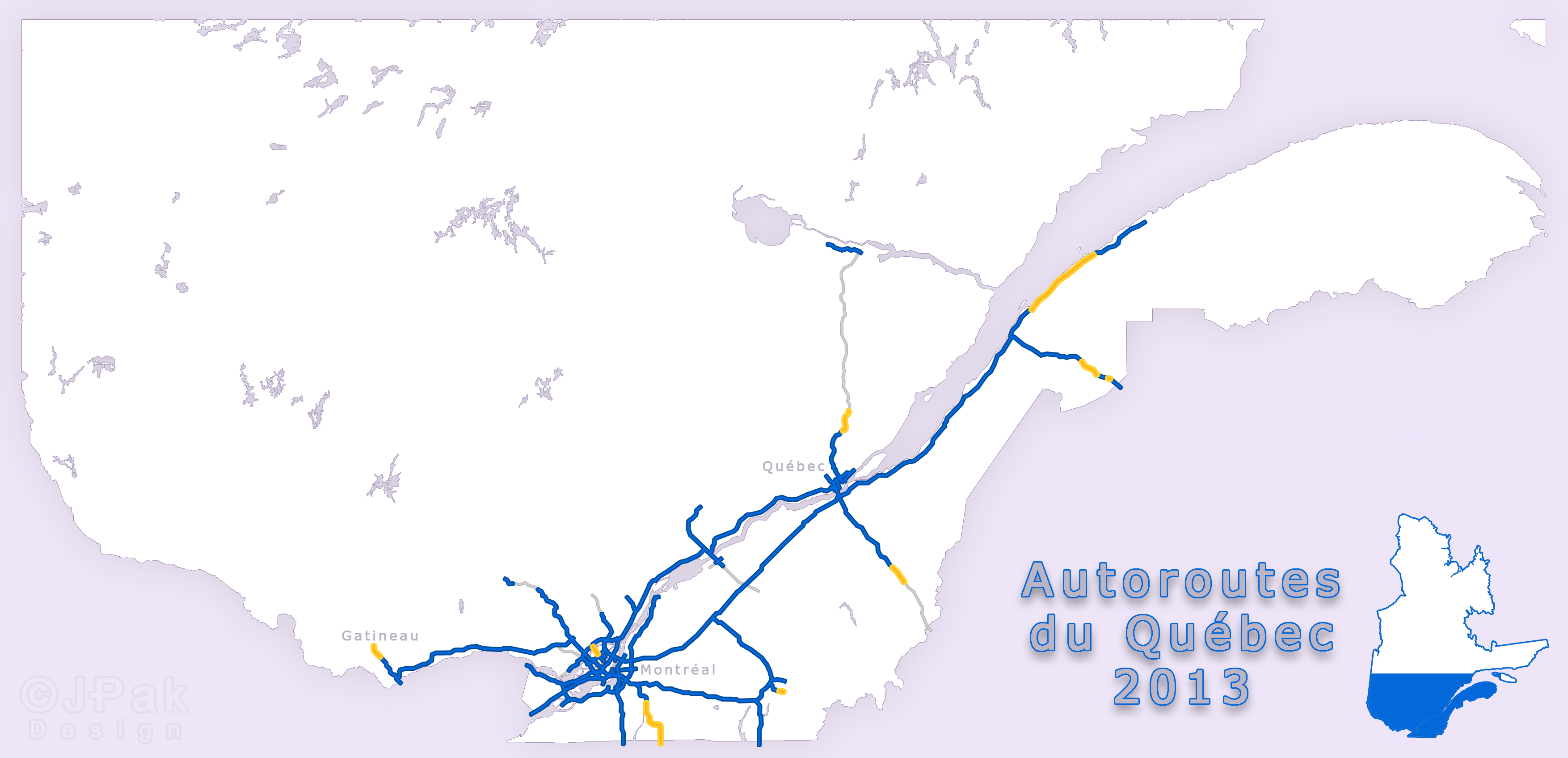

路線表示例

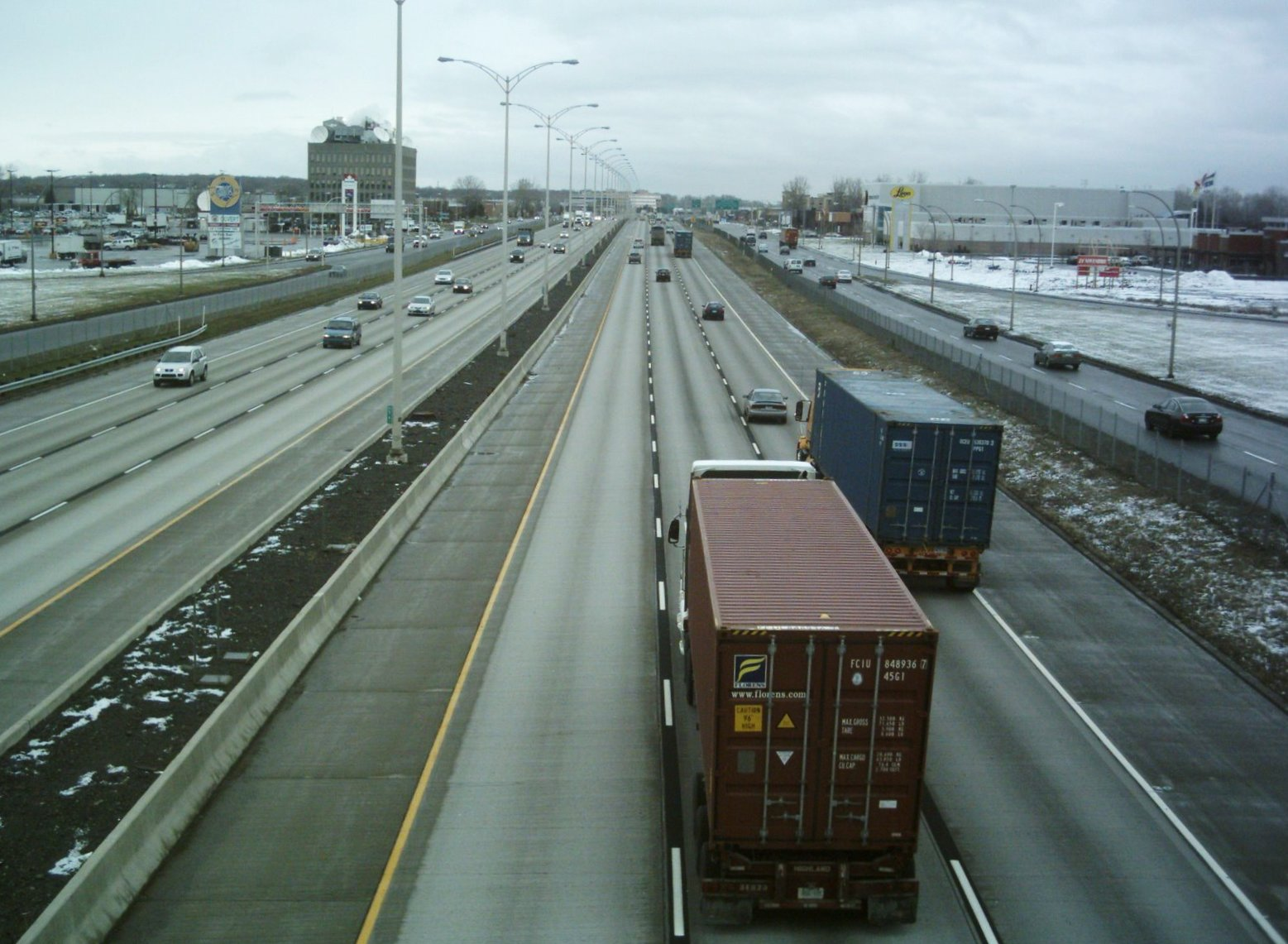
ケベック州高速道路40号線

ケベック州高速道路（ケベックしゅうこうそくどうろ、フランス語：Autoroutes du Québec）は、カナダ・ケベック州の高速道路網。主にケベック州南部を通っている高規格自動車専用道路である。隣のオンタリオ州の400番台ハイウェイ網やアメリカ合衆国の州間高速道路網と同等の高速道路網である。総延長1,900kmを超え、ケベック州の道路交通の根幹を担っている。速度制限は一般的に時速100km（一部の都市区間で70 - 90km）となっている。
フランス語では高速道路を「オートルート（Autoroute）」と呼んでおり、ケベック州でもこの高速道路網をそう呼んでいる。

## 標識
ほとんどの道路標識はフランス語で表示されている。一部アメリカ合衆国からの接続部付近や他州との州境付近は英語表示もある。但し言語の問題を避けるためもあり、地名を除きケベック州での多くの標識ではピクトグラムが用いられている。

## 番号表示

### 路線番号
高速道路は青と赤の盾型標識で表示され、上部は赤地で立体交差が図示されており、下部に路線番号が青地に白文字で表示される。ケベック州高速道路では主要幹線に1〜99番を割り当て、支線やバイパスに400〜999番を割り当てている。偶数の百番台（400、600、800番台）は迂回ルートを、奇数の百番台（500、700、900番台）を支線ルートに割り当てている。例えばA-40（40号線）の迂回バイパスルートとしてA-640（640号線）が設定され、A-40と他の道路とを接続する支線としてはA-740（740号線）が設定されている。
また東西を横断する路線には偶数番号が、南北を縦断する路線には奇数番号が割り当てられている。この場合、セントローレンス川に沿った路線は東西と見なし、それに垂直に交わる路線を南北と見なす。
それぞれの路線はほとんどの場合、路線番号に加え独特の名称が付けられている。

### 出口番号
ケベック州高速道路では、他国の高速道路同様、各出口にも番号表示を導入している。それぞれの番号は、高速道路の起点からのおおよその距離を示している。番号は南または西側の起点から開始する。起点は実際の起点の場合も計画中の起点の場合もある。
また例外もある。主要幹線と重複している路線の場合は、主要幹線側の番号が優先されたりする。